# جورج ليبرت
جورج ليبرت (بالإنجليزية: George Lippert)‏ هو محامي وسياسي أمريكي، ولد في 1844. حزبياً، نشط في الحزب الاشتراكي الأمريكي.